# Fighting Myself
Fighting Myself è un singolo del gruppo musicale statunitense Linkin Park, pubblicato il 24 marzo 2023 come secondo estratto dalla riedizione del secondo album in studio Meteora.

## Descrizione
Il brano venne realizzato durante le sessioni di Meteora tenute nel 2002 sotto il titolo provvisorio di Shortcut, venendo tuttavia accantonato e lasciato incompleto. Il rapper Mike Shinoda ha spiegato di aver finalizzato la traccia nel corso del 2022 durante la ricerca di materiale inedito atto a comporre la riedizione deluxe dell'album, aggiungendo che disponeva esclusivamente di una versione con le sue parti vocali prima che qualcuno del management non gliene ha inviato un'altra con parti vocali registrate da Chester Bennington. Secondo quanto spiegato dal chitarrista Brad Delson, i restanti componenti dei Linkin Park erano convinti che si trattasse di «un'epica strumentale incompleta. Nell'estate del 2022 è stato ritrovato un hard disk polveroso nei meandri più profondi del tesoro ritrovato dei Linkin Park. Su di esso c'erano varie tracce di Shortcut: una etichettata "MS Vox", una "CB Vox". Mike li ha inseriti nella strumentale, gli ha dato un missaggio veloce e la canzone è emersa magicamente».

## Video musicale
In concomitanza con il lancio del singolo, il gruppo ha reso disponibile un video animato diretto da Jacky Lu e realizzato mediante il software di intelligenza artificiale Kaiber.ai (lo stesso impiegato dal regista per quello di In My Head di Shinoda).

## Tracce
Testi e musiche di Linkin Park.
1. Fighting Myself – 3:21

## Formazione
Hanno partecipato alle registrazioni, secondo le note di copertina di Meteora20:
Gruppo
- Chester Bennington – voce
- Rob Bourdon – batteria, cori
- Brad Delson – chitarra, cori
- Phoenix – basso, cori
- Joseph Hahn – giradischi, campionatore, cori
- Mike Shinoda – rapping, voce, campionatore

Produzione
- Don Gilmore – produzione
- Linkin Park – produzione
- John Ewing Jr. – ingegneria del suono
- Fox Phelps – assistenza tecnica
- Mike Shinoda – missaggio
- Brian "Big Bass" Gardner – mastering, montaggio digitale

## Classifiche
| Classifica (2023)                | Posizione massima |
| -------------------------------- | ----------------- |
| Austria                          | 60                |
| Germania                         | 41                |
| Regno Unito                      | 81                |
| Regno Unito (rock & metal)       | 7                 |
| Repubblica Ceca                  | 60                |
| Stati Uniti                      | 122               |
| Stati Uniti (hard rock)          | 2                 |
| Stati Uniti (rock & alternative) | 14                |
| Svizzera                         | 72                |